# بازجذب

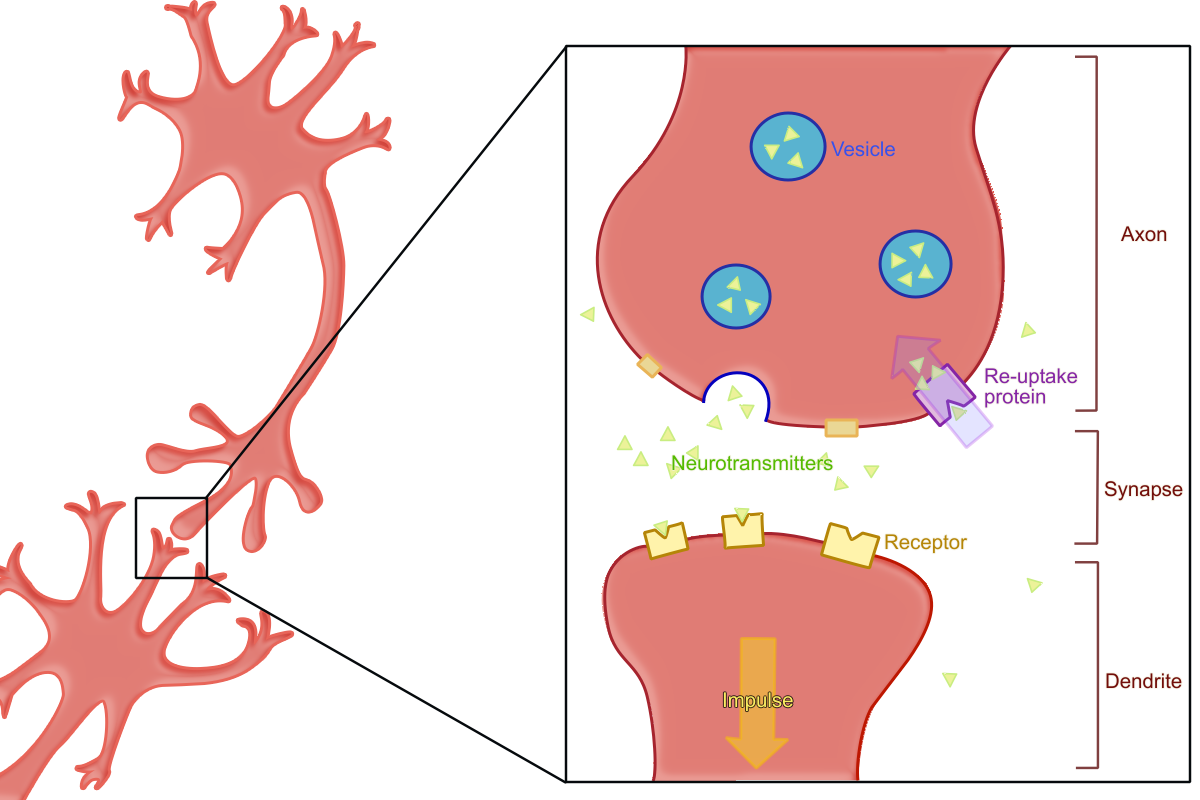
سیناپس در حین بازجذب. توجه داشته باشید که برخی از انتقال‌دهنده‌های عصبی از بین رفته و دوباره جذب نمی‌شوند.

بازجذب یا جذب مجدد(به انگلیسی: Reuptake) عبارت است از بازجذب یک انتقال‌دهنده عصبی توسط یک حمل‌کننده انتقال‌دهنده عصبی واقع در امتداد غشای پلاسمایی یک پایانه آکسون (یعنی نورون پیش سیناپسی در سیناپس) یا سلول گلیال پس از انجام وظیفه خود در انتقال یک تکانه عصبی.
بازجذب برای فیزیولوژی سیناپسی طبیعی ضروری است، زیرا امکان بازیافت انتقال‌دهنده‌های عصبی را فراهم می‌کند و سطح انتقال‌دهنده عصبی موجود در سیناپس را تنظیم می‌کند، در نتیجه مدت زمان ماندگاری سیگنال ناشی از انتشار انتقال‌دهنده عصبی را کنترل می‌کند. از آنجایی که انتقال‌دهنده‌های عصبی بسیار بزرگ و آبدوست هستند و در نتیجه نمی‌توانند از طریق غشاء پخش شوند، پروتئین‌های انتقال اختصاصی برای بازجذب انتقال‌دهنده‌های عصبی ضروری هستند. تحقیقات زیادی، چه بیوشیمیایی و چه ساختاری، برای به دست آوردن سرنخ‌هایی در مورد سازوکار بازجذب انجام شده‌است.